# 无差异曲线

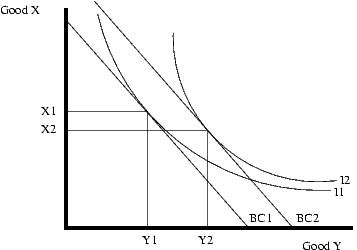
无差异曲线的一个例子

，是一条向右下方倾斜的曲线（参见附图），是一条表示当消费者获得同样的效用时的消费组合曲线，其斜率一般为负值，这在經濟學中表明在收入与价格既定的条件下，消费者为了获得同样的效用，增加一种財貨的消费就必须减少或放弃另一种財貨的消费，两种財貨在消费者偏好不变的条件下，不能同时减少或增多。

## 特征
根据曼昆所著的《经济学原理》下册所概括的无差异曲线特征：
- 对较高的无差异曲线的偏好大于较低的无差异曲线，消费者通常对东西多的偏好大于东西少，这种对更大数量的偏好反映在无差异曲线上。
- 假設无差异曲线為向右下方倾斜。无差异曲线的斜率反映了消费者愿意用一种財貨代替另一种財貨的比率，在大多数情况下，消费者两种財貨都喜欢。因此，如果要减少一种財貨的量，为了使消费者同样享受就必须增加另一种財貨的量。
- 除非消費者的喜好改變，否則无差异曲线不可能相交，这可以用反证的方法证明。
- 无差异曲线凸向原点。无差异曲线的斜率是边际替代率（marginal rate of substitution）——消费者愿意用一种財貨替代另一种財貨比率，边际替代率（MRS）通常取决于消费者目前消费的每一种財貨量。特别是，由于人更愿意放弃已拥有多数量的財貨，并更不愿意放弃他们少有的財貨。
- 如“无差异曲线凸向原点”的假設不存在，除非无差异曲线跟預算線/预算约束（budget line/constraint）的斜率完全一樣，否則消費者只會購買一種財貨 (corner solution)。